# Prat-Bonrepaux
 Prat-Bonrepaux  là một xã ở tỉnh Ariège, thuộc vùng Occitanie ở phía tây nam nước Pháp.